# Kolej aglomeracyjna w Dakarze

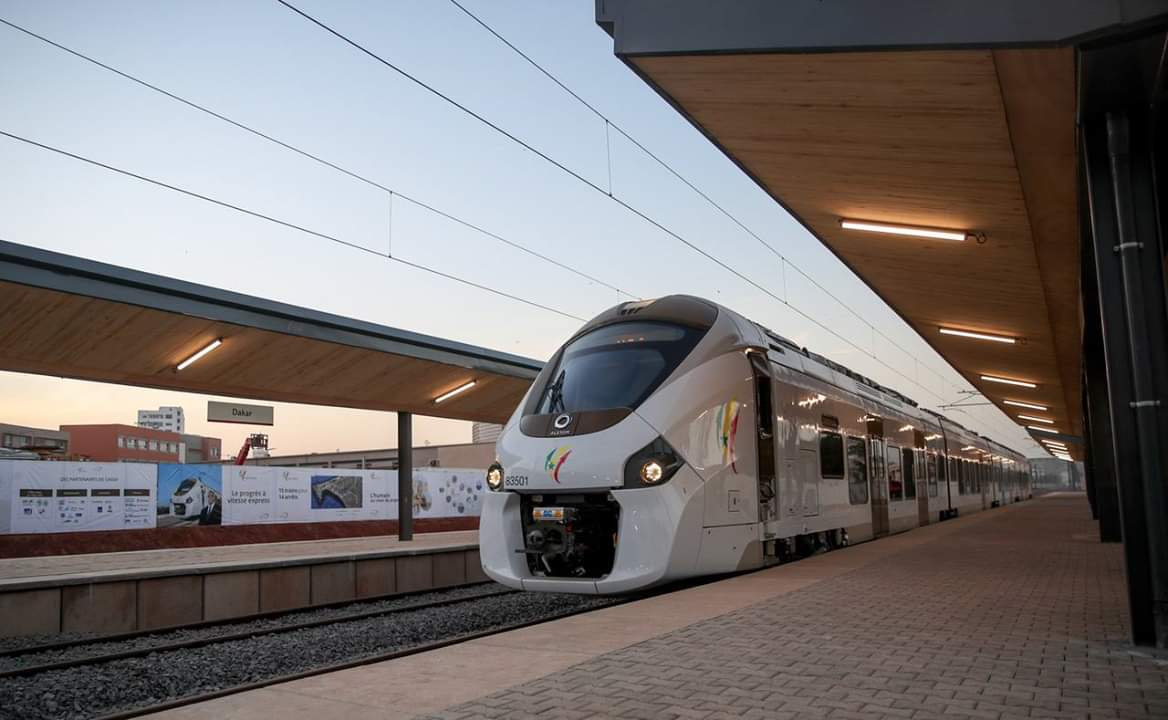
TER na stacji Dakar, 15 stycznia 2019 r. (VOA/Seydina Aba Gueye) Senegal dysponuje obecnie regionalnym pociągiem ekspresowym napędzanym prądem elektrycznym. TER zaspokoi potrzeby podróżne około 124 000 pasażerów i stworzy 6000 bezpośrednich i pośrednich miejsc pracy

Kolej aglomeracyjna w Dakarze (fr. TER – Train Express Regional) – system kolei miejskiej w Dakarze, stolicy Senegalu. W roku 2022 składała się z jednej linii, przebiegającej równolegle do miejskiej linii kolejowej. Linia ma długość 36 kilometrów. 
Pociągi kursują pomiędzy stacjami Dakar a Diamnadio w taktach o 20 minut (co 10 w godzinach szczytu), a linia obsługiwana jest przez wagony Alstom Coradia. Oficjalna inauguracja przejazdów miała miejsce 14 stycznia 2019, lecz dopiero 27 grudnia 2021 roku rozpoczęły się regularne przejazdy z pasażerami. Planowane jest przedłużenie linii do miejskiego portu lotniczego. Przedłużenie to ma liczyć 19 kilometrów.